# حفص بن عبيد الله بن أنس بن مالك
أبو عمر حفص بن عبيد الله بن أنس بن مالك حفيد الصحابي أنس بن مالك، ومُحدث من التابعين من طبقة الحسن البصري. روى عن جده وروايته في البخاري ومسلم والترمذي والنسائي وابن ماجه، ولم يرو أصحاب السنن عنه إلا في روايته عن جده.

## روايته للحديث النبوي
- روى عن: جده أنس بن مالك، وجابر بن عبد الله بن عمرو بن حرام، وعبد الله بن عمر بن الخطاب، وأبي هريرة.
- روى عنه: إبراهيم بن محمد بن أبي يحيى، وأسامة بن زيد المدني، وسيار أبو الحكم، وعلقمة بن مرثد، وعمران بن نافع، والمثنى بن ربيعة، ومحمد بن إسحاق بن يسار، ومحمد بن أبي حميد، وموسى بن ربيعة بن زيد بن ثابت الأنصاري، وابن عمه موسى بن سعد بن زيد بن ثابت ويحيى بن سعيد الأنصاري.[1][2]
- الجرح والتعديل: قال أبو حاتم الرازي: «لا يثبت له السماع إلا من جده»، وذكره ابن حبان في كتاب الثقات، روى له الجماعة سوى أبي داود.[1]